# 日季尼奇
51°21′2″N 30°52′6″E / 51.35056°N 30.86833°E
日季尼奇（烏克蘭語：Жидиничі）是位於烏克蘭北部切爾尼希夫州裏切爾尼希夫區的村莊，始建於1732年，面積1.67平方公里，海拔高度131米，2001年人口193，人口密度每平方公里116.6人。